# Agabus suoduogangi
Agabus suoduogangi là một loài bọ cánh cứng trong họ Bọ nước. Loài này được Stastný & Nilsson miêu tả khoa học năm 2003.